# Escape Artists
Escape Artists Productions, LLC est un studio de production cinématographique et télévisuelle indépendant américain qui a signé un accord avec Sony Pictures Entertainment.
Le studio Escape Artists a son siège social dans le bâtiment Astaire sur une parcelle Sony Pictures à Culver City, en Californie.

## Histoire
En 2001, Black & Blu de Todd Black et Jason Blumenthal a fusionné avec la Steve Tisch Company pour former Escape Artists.
En février 2013, le vétéran de 12 ans, David Bloomfield, a été nommé partenaire de studio.
En octobre 2014, Escape Artists a signé un premier contrat avec FX Productions.
En août 2019, MGM Television a conclu un contrat de premier regard avec le studio.

## Productions
- 2021 : Being the Ricardos d'Aaron Sorkin
- 2022 : The Man from Toronto de Patrick Hughes
- 2022 : Emancipation d'Antoine Fuqua
- 2023 : Equalizer 3 (The Equalizer 3) d'Antoine Fuqua
- 2025 : High and Low de Spike Lee
- 2026 : Masters of the Universe de Travis Knight